# Parlamento de Negrete (1771)
Parlamento de Negrete (1771); junta diplomática de la que emanó un tratado entre españoles y mapuches. Se desarrolló entre el 24 de febrero y el último día de ese mes del año 1771, al borde del Río Biobío, en las vecindades del vado fronterizo de Negrete, por iniciativa del gobernador de Chile, Francisco de Morales y Castejón.

## Desarrollo
Contrariando la opinión de los veteranos de la guerra, el brigadier Morales, convocó a un parlamento en Negrete, con el fin de poner término a la rebelión mapuche que se venía desarrollando desde 1766. Para eso llevó a cabo un costoso y producido evento que significó un altísimo gasto para el tesoro real: 8.228 pesos.
El parlamento estuvo a punto de terminar en tragedia, pues entre la soldadesca había surgido el plan de amotinarse en medio de los largos discursos propios del parlamento, para comenzar a dar muerte a los indios reunidos y así continuar la guerra, en contra de la opinión de Morales. Pero el complot se frustró, al ser casualmente descubierto.
Los indígenas bajo el mando del cacique Lebián aceptaron la paz con una altanería y soberbia que enardecieron los ánimos de los colonos españoles. Las hostilidades solo se atenuaron brevemente, para volver a intensificarse luego. 
Al año siguiente, Morales insistió en su empeño en el Parlamento de Santiago (1772). Una paz más estable solo llegó con el Parlamento de Tapihue (1774), organizado por el gobernador Agustín de Jáuregui.